# Pseudaphanostoma brevicaudatum
Pseudaphanostoma brevicaudatum är en plattmaskart som beskrevs av Jürgen Dörjes 1968. Pseudaphanostoma brevicaudatum ingår i släktet Pseudaphanostoma och familjen Isodiametridae. Inga underarter finns listade i Catalogue of Life.